# Driscoll (Dakota Północna)
Driscoll – jednostka osadnicza w Stanach Zjednoczonych, w stanie Dakota Północna, w hrabstwie Burleigh.